# Сидакова, Залина Черменовна
Зали́на Черме́новна Сида́кова (бел. Залі́на Чарме́наўна Сіда́кава; род. 23 марта 1992, Владикавказ, Россия) — белорусская женщина-борец осетинского происхождения, член национальной сборной, Двукратный призёр чемпионатов мира.
Проходила подготовку в СДЮШОР 7, Минск. Весовая категория: до 55 кг. Лучший результат: чемпионат мира — 2 место. Спортивный разряд: мастер спорта международного класса. Состав: основной.

## Спортивные достижения
Многократная чемпионка Белоруссии, серебряный призёр чемпионата мира 2012, 2018,чемпионка Европы и мира среди кадетов, многократный призёр чемпионатов Европы и мира среди юниоров, победительница турнира на призы А. В. Медведя 2014.
- 2011 Турнир на призы Александра Медведя —
- 2011 «Киевский» турнир —
- 2014 Турнир «Гран-при Иван Ярыгин» — [2]
- 2014 Турнир на призы Александра Медведя —
- 2015 Турнир на призы Александра Медведя —

## Политические взгляды
Подписала открытое письмо спортивных деятелей страны, выступающих за действующую власть Беларуси после жестких подавлений народных протестов в 2020 году.